# Referèndums a Suïssa el 2019
Tres votacions de caràcter federal van tenir lloc a Suïssa durant el 2019. Les votacions es van dur a terme el 10 de febrer i el 19 de maig. Cada votació va ser anunciada amb quatre mesos d'antelació per l'organisme responsable de coordinar-les, la Cancelleria Federal.
Degut a la convocatòria d'eleccions federals del 20 d'octubre els referèndums programats pendents per novembre es van aplaçar al 2020.

## Referèndum del febrer
Una votació sobre una iniciativa popular va tenir lloc el 10 de febrer:
- La iniciativa "Atureu l'Expansió (Stop the Sprawl)-per un desenvolupament sostenible en la construcció": l'objectiu de la qual era limitar l'expansió dels terrenys edificables per preservar l'entorn natural, amb l'excepció de crear terreny agrícola o fer-ne un ús públic.[2]

La proposta va ser iniciada pels Joves Verds el 2015. També va rebre el suport de l'Associació de Petits Grangers i les Joventuts Socialistes, així com diverses entitats dedicades a la preservació del medi ambient i la recolecta de 113.000 firmes. Però també va trobar-se amb l'oposició del Consell Federal de Suïssa, declarant la Ministra de Medi Ambient Doris Leuthard que la idea era massa radical, injusta i contraproductiva.

### Resultats
| Pregunta                            | A favor | A favor | En contra | En contra | Blancs/nuls | Vots Totals | Votants Registrats | Participació | Cantons a favor | Cantons a favor | Cantons en contra | Cantons en contra | Resultat |
| Pregunta                            | Vots    | %       | Vots      | %         | Blancs/nuls | Vots Totals | Votants Registrats | Participació | Tot             | Mig             | Tot               | Mig               | Resultat |
| ----------------------------------- | ------- | ------- | --------- | --------- | ----------- | ----------- | ------------------ | ------------ | --------------- | --------------- | ----------------- | ----------------- | -------- |
| Atureu l'expansió                   | 737,241 | 36.3    | 1,291,513 | 63.7      | 30,184      | 2,058,938   | 5,429,641          | 37.9         | 0               | 0               | 20                | 6                 | Rebutjat |
| Font: Cancelleria Federal de Suïssa |         |         |           |           |             |             |                    |              |                 |                 |                   |                   |          |

## Referèndums del maig
Dos referèndums opcionals van tenir lloc el 19 de maig: 
- Un sobre la llei de reforma del finançant del sistema suís de pensions[5]
- Un sobre la conversió en Llei Suïssa la directiva europea sobre el control d'armes (una actualització dels Acords de Schengen)[6]

### Resultats
| Reforma finançament pensions        | 1,541,147 | 66.4 | 780,457 | 33.6 | 57,814 | 2,379,418 | 5,439,853 | 43.74 | Aprovat |
| Directiva de control d'armes        | 1,501,880 | 63.7 | 854,274 | 36.3 | 30,797 | 2,386,951 | 5,439,853 | 43.88 | Aprovat |
| Font: Cancelleria Federal de Suïssa |           |      |         |      |        |           |           |       |         |